# 木村徳栄
木村 徳栄（きむら とくえい、生没年不詳）は、日本の江戸時代前期の絵仏師。

## 略伝
木村徳応の弟子で、「徳応二世」を名乗った。ただし、活躍時期にあまり差がなく、年齢は近かったとも取れる。延宝4年（1676年）頃まで、絵所左近・貞綱を名乗り、これ以降は徳栄を名乗ったとも取れるが、左近と徳栄を同時に記した作品も残る。
現存作品数も多く、現在確認されているのは以下の通りだが、実際にはさらに多いと推測される。宗派としては、黄檗宗や妙心寺派関係の仕事が散見される。一般に仏画は平安時代が最も評価が高く、時代が下るに連れ質が低下していったとされるが、徳栄ら木村姓の絵仏師たちは江戸時代前期としては入念で手慣れた描写が見える。

## 作品
| 作品名                   | 技法         | 形状・員数 | 寸法（縦x横cm）                                   | 所有者                       | 年代                                              | 落款                           | 印章                                                            | 備考                                                                                        |
| ------------------------ | ------------ | ---------- | ------------------------------------------------- | ---------------------------- | ------------------------------------------------- | ------------------------------ | --------------------------------------------------------------- | ------------------------------------------------------------------------------------------- |
| 黙翁宗淵像（円光禅師像） |              |            |                                                   | 祥雲寺（東京都）             | 1647年（正保4年）                                 |                                |                                                                 |                                                                                             |
| 聖誉貞安像               | 絹本著色     | 1幅        | 98.7x36.9                                         | 大雲院                       | 1664年（寛文4年）                                 | 「繪所左近貞綱筆」             | 「繪所」白文円印                                                |                                                                                             |
| 洞水東初像               | 絹本著色     | 1幅        | 120.0x52.3                                        | 禅興寺（黒川郡大和町）       | 1667年（寛文7年）                                 | 「繪所左近筆」                 | 「貞綱」朱文方印                                                | 自賛（孫弟子の大領義猷の求めによる）。洞水東初像は4幅現存し、その全てを徳栄が手掛けている。 |
| 鵬雲東搏像               | 絹本著色     | 1幅        | 120.1x52.3                                        | 禅興寺（黒川郡大和町）       | 1669年（寛文9年）                                 | 「繪所左近筆」                 | 「貞綱」朱文方印                                                | 自賛（孫弟子の大領義猷の求めによる）。上記の洞水東初像と対幅。                              |
| 文華玄郁像               | 絹本著色     | 1幅        | 102.0x50.3                                        | 大樹寺（四日市市）           | 1669年（寛文9年）                                 | 「繪所左近筆」                 | 「貞綱」朱文方印                                                |                                                                                             |
| 平等院鳳凰堂上品上生図   | 板絵著色     | 2面        | 453.4x151.1 453.9x149.2                           | 平等院                       | 1670年（寛文10年）                                | 無                             | 無                                                              |                                                                                             |
| 竺印祖門像               | 絹本著色     | 1幅        | 113.6x50.8                                        | 妙心寺龍華院                 | 1670年（寛文10年）                                | 「繪所左近筆」                 | 「貞綱」朱文方印                                                | 自賛                                                                                        |
| 如雪文岩像               | 絹本著色     | 1幅        | 98.7x36.3                                         | 曹源寺（東近江市）           | 1671年（寛文11年）以前                            | 「繪所左近筆」                 | 「貞綱」朱文方印                                                | 自賛                                                                                        |
| 如雪文岩像               | 絹本著色     | 1幅        | 92.2x36.4                                         | 延寿寺 (彦根市)              | 1672年（寛文12年）                                | 「繪所左近筆」                 | 「貞綱」朱文方印                                                | 英中玄賢賛                                                                                  |
| 洞水東初像               | 絹本著色     | 1幅        | 101.3x39.6                                        | 瑞巌寺                       | 1673年（寛文13年）                                | 「繪所左近筆」                 | 「貞綱」朱文方印                                                | 虚櫺了廓賛（洞水の弟子東亮首座の求めによる）                                                |
| 隠元隆琦像               |              |            |                                                   | 江月寺（福岡県山川町）       | 1673年（延宝元年）以前                            |                                | 「繪所」「貞綱」                                                | 自賛                                                                                        |
| 隠元隆琦像               | 紙本著色     | 1幅        |                                                   | 鳳林院（東京都）             | 1673年（延宝元年）以前                            | 無                             | 「繪所」白文円印・「貞綱」朱文方印                              | 自賛                                                                                        |
| 隠元隆琦像               |              |            |                                                   | 大慈寺 (盛岡市)              | 1673年（延宝元年）以前                            |                                |                                                                 | 自賛                                                                                        |
| 隠元・木菴・即非像       | 絹本著色     | 3幅対      | 106.2x36.1（各）                                  | 瑞龍寺 (大阪市)              | 即非像 1674年（延宝2年） 隠元像 1675年（延宝3年） | 隠元像 「繪所左近筆」          | 木庵・即非像 「繪所」白文円印・「貞綱」朱文方印                 | 隠元像は木庵賛、木庵像は慧林賛、即非像は高泉賛                                              |
| 喝巌東震像               | 絹本著色     | 1幅        | 116.5x50.4                                        | 龍潭寺 (浜松市)              | 1676年（延宝4年）                                 | 「繪所左近筆」                 | 「貞綱」朱文方印                                                | 自賛                                                                                        |
| 洞水東初像               | 絹本著色     | 1幅        | 107.0x36.0                                        | 済興寺（宮城県東松島市）     | 1677年（延宝5年）                                 | 「繪所徳榮筆」                 | 「貞綱」朱文方印                                                | 鵬雲東搏賛（鵬雲の弟子密付丁旨の求めによる）                                                |
| 伝心宗的像               |              | 1幅        |                                                   | 大徳寺龍光院                 | 1678年（延宝6年）                                 |                                |                                                                 | 自賛                                                                                        |
| 慈性院殿松月理貞尼大師像 | 絹本著色     | 1幅        | 3尺7寸3分x1尺7寸1分                               | 妙心寺天祥院                 | 1679年（延宝7年）                                 | 「繪所徳栄筆」                 | 「貞綱」朱文方印                                                |                                                                                             |
| 伝心宗的像               |              | 1幅        |                                                   | 大徳寺龍光院                 | 1679年（延宝7年）                                 |                                |                                                                 | 自賛                                                                                        |
| 洞水東初像               | 絹本著色     | 1幅        | 107.0x36.0                                        | 大仰寺（宮城郡松島町）       | 1680年（延宝8年）                                 | 「繪所徳榮筆」                 | 「貞綱」朱文方印                                                | 木庵性瑫賛。正面を向いた黄檗宗の頂相形式で描かれている。                                    |
| 釈迦涅槃図               | 絹本著色     | 1幅        | 291.0x254.0                                       | 大雄寺（大田原市）           | 1680年（延宝8年）寄進                             | 「繪所左近入道徳榮」           | 「貞綱」朱文方印                                                |                                                                                             |
| 慧林性機像               | 紙本著色     | 1幅        | 137.4x58.9                                        | 萬福寺                       | 1681年（天和元年）以前                            | 無                             | 「獨」朱文円印・「徳榮」朱文方印                                | 自賛                                                                                        |
| 寂室元光像               | 絹本著色     | 1幅        | 92.2x36.4                                         | 延寿寺 (彦根市)              | 1683年（天和3年）                                 | 「繪所徳榮筆」                 | 「貞綱」朱文方印                                                | 英中玄賢賛                                                                                  |
| 隠元隆琦像               |              | 1幅        |                                                   | 個人                         | 1684年（貞享元年）以前                            | 「繪所左近筆」                 | 「貞綱」朱文方印                                                | 木庵性瑫賛                                                                                  |
| 南明東湖像               | 絹本著色     | 1幅        | 113.0x50.5                                        | 仏心寺（西条市）             | 1684年（貞享元年）以前                            | 「繪所左近筆」                 | 「貞綱」朱文方印                                                | 自賛。西条市指定文化財。                                                                    |
| 南明東湖像               | 絹本著色     | 1幅        | 95.1x48.5                                         | 寒松寺（大阪市）             | 1684年（貞享元年）以前                            | 「繪所左近筆」                 | 「貞綱」朱文方印                                                | 自賛                                                                                        |
| 徳峰宗古像               | 絹本著色     | 1幅        | 108.2x49.4                                        | 霊泉院（渋谷区）             | 1686年（貞享3年）                                 | 無                             | 「繪所」白文円印・「貞綱」朱文方印                              | 自賛                                                                                        |
| 伊達宗房像               | 絹本著色     | 1幅        | 100.5x49.8                                        | 覚照寺（宮城県黒川郡大和町） | 1686-87年（貞享3-4年）頃                          | 「繪所徳榮筆」                 | 「貞綱」朱文方印                                                | 鵬雲東搏賛                                                                                  |
| 肯隠元統像               | 絹本著色     | 1幅        | 118.2x57.2                                        | 泉涌寺                       | 1688年（貞享5年）                                 | 無                             | 「繪所」白文円印・「貞綱」朱文方印                              | 自賛                                                                                        |
| 禿翁妙宏像               | 絹本著色     | 1幅        | 125.2x56.4                                        | 妙心寺仙寿院                 | 1688年（貞享5年）                                 | 「繪所徳榮筆」                 | 「貞綱」朱文方印                                                | 虚櫺了廓賛                                                                                  |
| 要門宗左像               | 絹本著色     | 1幅        | 114.3x50.8                                        | 定光寺（瀬戸市）             | 1688年（貞享5年）                                 | 「繪所徳榮筆」                 | 「貞綱」朱文方印                                                | 徹宗祖源賛                                                                                  |
| 一絲文守像               | 絹本著色     | 1幅        | 92.3x36.3                                         | 延寿寺 (彦根市)              | 1679-88年（延宝7年-貞享5年）                      | 「繪所徳榮筆」                 | 「貞綱」朱文方印                                                | 英中玄賢賛                                                                                  |
| 貫十梵通・大中梵発像図   | 絹本著色     | 2幅        | 105.5x49.5                                        | 法幢寺（多可町）             | 1690年（元禄3年）                                 | 「繪所徳榮筆」                 | 「貞綱」朱文方印                                                | 多可町指定文化財                                                                            |
| 無二法一像               | 絹本著色     | 1幅        | 86.8x48.7                                         | 禅福寺（羽村市）             |                                                   | 「繪所左近筆」                 | 「貞綱」朱文方印                                                |                                                                                             |
| 吉川元春像               | 絹本著色     | 1幅        | 110.5x70.6                                        | 吉川史料館                   |                                                   | 「繪所左近筆」                 | 「貞綱」朱文方印                                                |                                                                                             |
| 阿弥陀聖衆来迎図屏風     | 絹本著色     | 六曲一双   | 122.1x363.4（各）                                 | 法然院                       |                                                   | 「繪所左近貞綱筆」（両隻とも） | 「貞綱」朱文方印（右隻） 「徳応二世」白文長方印・「獨」朱文円印 | 林丘寺旧蔵                                                                                  |
| 烏蒭沙摩（うすさま）明王 | 絹本著色     | 1幅        | 126.4x63.2                                        | ベルリン東洋美術館           |                                                   | 「繪所左近筆」                 | 「貞綱」                                                        |                                                                                             |
| 八相図                   | 絹本著色     | 双幅       | 340.0x167.5（右幅） 338.0x164.1（左幅）           | 安国寺（熊本市）             |                                                   | 「繪所左近貞□」                | 「徳応二世」白文長方印                                          |                                                                                             |
| 釈尊降誕図               | 紙本著色     | 1幅        | 83.3x75.6                                         | 中山寺 (宝塚市)              |                                                   | 「繪所左近筆」                 | 「繪所」白文円印                                                |                                                                                             |
| 釈迦如来誕生図           | 紙本墨刷著色 | 1幅        | 83.8x74.3                                         | 小松寺（東近江市）           |                                                   | 「繪所左近貞綱筆」             | 「繪所」白文円印                                                |                                                                                             |
| 涅槃図                   | 絹本著色     | 1幅        | 194.8x132.2（本紙のみ） 257.4x158.0（描表装含む） | 西國寺（尾道市）             |                                                   | 「繪所左近入道 徳榮」          | 「貞綱」朱文方印                                                |                                                                                             |
| 当麻曼荼羅図             | 絹本著色     | 1幅        | 118.2x99.0                                        | 個人                         |                                                   | 「繪所徳榮筆」                 | 「貞綱」朱文方印                                                | 原本を16分の1に縮小したもの                                                                 |
| 黙宗瑞淵像               | 絹本著色     | 1幅        | 107.4x50.4                                        | 龍潭寺（浜松市）             |                                                   | 「繪所徳榮筆」                 | 「貞綱」朱文方印                                                |                                                                                             |
| 誕生釈迦瑞相図           | 紙本墨刷     | 1幅        |                                                   | 梵釈寺（東近江市）           |                                                   | 無                             | 無                                                              |                                                                                             |
| 春嶺紹温像               | 絹本著色     | 1幅        | 97.0x41.8                                         | 宝林寺（亀岡市）             |                                                   | 無                             | 「繪所」白文円印・「貞綱」朱文方印                              | 宙寶宗宇賛                                                                                  |
| 観音図                   | 絹本著色     | 1幅        | 106.8x38.4                                        | 個人                         |                                                   | 無                             | 「繪所」白文円印・「貞綱」朱文方印                              | 隠元賛                                                                                      |
| 鎮西派三祖師像           | 絹本著色     | 1幅        | 136.6x71.0                                        | 大雲院 (京都市)              |                                                   | 無                             | 「絵所」「徳栄」朱文2夥                                         | 聖光房弁長を中央に、記主禅師良忠、寂慧良暁を左右に描く。                                    |
| 高泉性潡像               |              | 1幅        |                                                   | 正明寺・浄光寺（日野町）     |                                                   |                                |                                                                 |                                                                                             |
| 仏涅槃図                 |              | 1幅        |                                                   | セントルイス美術館           |                                                   |                                |                                                                 |                                                                                             |
| 釈迦降誕曼荼羅図         | 紙本著色     | 1幅        | 89.8x73.2                                         | 法然寺                       |                                                   |                                |                                                                 | 貞綱の原画を後世写した作品                                                                  |